# Episodi di Supercar (seconda stagione)
La seconda stagione della serie televisiva Supercar è andata in onda negli Stati Uniti d'America dal 2 ottobre 1983 al 27 maggio 1984 sul canale NBC.
| nº | Titolo originale                   | Titolo italiano                  | Prima TV USA     | Prima TV Italia |
| -- | ---------------------------------- | -------------------------------- | ---------------- | --------------- |
| 1  | Goliath (part 1)                   | Goliath - 1ª parte               | 2 ottobre 1983   |                 |
| 2  | Goliath (part 2)                   | Goliath - 2ª parte               | 2 ottobre 1983   |                 |
| 3  | Brother's Keeper                   | Nemici fraterni                  | 9 ottobre 1983   |                 |
| 4  | Merchants of Death                 | Lotta alla pari                  | 16 ottobre 1983  |                 |
| 5  | Blind Spot                         | Testimone oculare                | 23 ottobre 1983  |                 |
| 6  | Return to Cadiz                    | Ritorno a Cadiz                  | 30 ottobre 1983  |                 |
| 7  | K.I.T.T. the Cat                   | Gatto K.I.T.T.                   | 6 novembre 1983  |                 |
| 8  | Custom K.I.T.T.                    | Il fuoriclasse                   | 13 novembre 1983 |                 |
| 9  | Soul Survivor                      | Il rovescio del computer         | 27 novembre 1983 |                 |
| 10 | Ring of Fire                       | L'anello di fuoco                | 4 dicembre 1983  |                 |
| 11 | Knightmares                        | Incubi                           | 11 dicembre 1983 |                 |
| 12 | Silent Knight                      | Il piccolo zingaro               | 18 dicembre 1983 |                 |
| 13 | A Knight in Shining Armor          | Caccia al tesoro                 | 8 gennaio 1984   |                 |
| 14 | Diamonds Aren't Girl's Best Friend | Il gioco dei diamanti            | 15 gennaio 1984  |                 |
| 15 | White line warriors                | I guerrieri del sabato sera      | 29 gennaio 1984  |                 |
| 16 | Race for Life                      | Corsa per la vita                | 5 febbraio 1984  |                 |
| 17 | Speed Demons                       | Motocross a quattro ruote        | 12 febbraio 1984 |                 |
| 18 | Goliath Returns (part 1)           | Il ritorno di Goliath - 1ª parte | 19 febbraio 1984 |                 |
| 19 | Goliath Returns (part 2)           | Il ritorno di Goliath - 2ª parte | 19 febbraio 1984 |                 |
| 20 | A Good Knight's Work               | Matto Matteo                     | 4 marzo 1984     |                 |
| 21 | Mouth of the Snake                 | Bocca di serpente - 1ª parte     | 8 aprile 1984    |                 |
| 22 | All That Glitters                  | Bocca di serpente - 2ª parte     | 8 aprile 1984    |                 |
| 23 | Let It Be Me                       | Salto nel passato                | 13 maggio 1984   |                 |
| 24 | Big Iron                           | Trappola per un amico            | 27 maggio 1984   |                 |